# 紀元前731年
紀元前731年（きげんぜん731ねん）は、西暦（ローマ暦）による年。紀元前1世紀の共和政ローマ末期以降の古代ローマにおいては、ローマ建国紀元23年として知られていた。紀年法として西暦（キリスト紀元）がヨーロッパで広く普及した中世時代初期以降、この年は紀元前731年と表記されるのが一般的となった。

## 他の紀年法
- 干支 : 庚戌
- 中国
  - 周 - 平王40年
  - 魯 - 恵公38年
  - 斉 - 荘公贖64年
  - 晋 - 孝侯9年
  - 秦 - 文公35年
  - 楚 - 武王10年
  - 宋 - 宣公17年
  - 衛 - 桓公4年
  - 陳 - 桓公14年
  - 蔡 - 宣侯19年
  - 曹 - 桓公26年
  - 鄭 - 荘公13年
  - 燕 - 鄭侯34年
- 朝鮮
  - 檀紀1603年
- ユダヤ暦 : 3030年 - 3031年

## 死去
- 斉の荘公贖